# Knickerbocker Holiday
Knickerbocker Holiday (Brasil: Revolucionário Romântico / Portugal: A Cidade Que Dança) é um filme norte-americano de 1944, do gênero comédia musical, dirigido por Harry Joe Brown e estrelado por Nelson Eddy e Charles Coburn.